# Paris Football Club 2017-2018 (femminile)
Questa voce raccoglie le informazioni riguardanti la squadra femminile del Paris Football Club nelle competizioni ufficiali della stagione  2017-2018.

## Stagione
Nell'estate 2017, con il definitivo accordo tra la presidentessa del FCF Juvisy Marie-Christine Terroni e la dirigenza del Paris FC, viene sancita la nascita della nuova sezione femminile del club parigino, assorbendo gran parte dello staff dirigenziale, tecnico e della rosa del club di Viry-Châtillon.

## Divise e sponsor
La grafica delle divise è la stessa del Paris FC maschile. Lo sponsor tecnico è Nike, mentre lo sponsor ufficiale è la catena di supermercati e ipermercati Carrefour.
| Casa | Trasferta |

## Organigramma societario
Come da sito ufficiale.
Area tecnica
- Allenatore: Pascal Gouzenes
- Vice allenatore:
- Allenatore dei portieri:
- Preparatore atletico:
- Fisioterapisti:

## Rosa
Rosa, ruoli e numeri di maglia come da sito ufficiale, aggiornati al 7 ottobre 2017.
| N. |                     | Ruolo | Calciatrice       |
| -- | ------------------- | ----- | ----------------- |
| 1  | Francia (bandiera)  | P     | Céline Deville    |
| 4  | Francia (bandiera)  | D     | Aïssatou Tounkara |
| 5  | Francia (bandiera)  | D     | Élisa De Almeida  |
| 7  | Francia (bandiera)  | A     | Marina Makanza    |
| 8  | Francia (bandiera)  | C     | Inès Jaurena      |
| 9  | Francia (bandiera)  | A     | Chloé Pierel      |
| 10 | Francia (bandiera)  | C     | Annaïg Butel      |
| 11 | Francia (bandiera)  | A     | Clara Matéo       |
| 13 | Giappone (bandiera) | A     | Ami Ōtaki         |
| 14 | Francia (bandiera)  | C     | Alissa Lahmari    |
| 16 | Francia (bandiera)  | P     | Karima Benameur   |

| N. |                    | Ruolo | Calciatrice               |
| -- | ------------------ | ----- | ------------------------- |
| 17 | Francia (bandiera) | A     | Gaëtane Thiney (capitano) |
| 18 | Francia (bandiera) | C     | Charlotte Bilbault        |
| 19 | Francia (bandiera) | D     | Théa Greboval             |
| 20 | Francia (bandiera) | A     | Inès Koré                 |
| 21 | Francia (bandiera) | A     | Mathilde Bourdieu         |
| 22 | Francia (bandiera) | D     | Estelle Cascarino         |
| 25 | Francia (bandiera) | D     | Fleur Jaffrelot           |
| 26 | Francia (bandiera) | C     | Léa Declercq              |
| 27 | Francia (bandiera) | D     | Julie Soyer               |
| 28 | Francia (bandiera) | A     | Camille Catala            |
| 29 | Francia (bandiera) | C     | Sophie Vaysse             |

## Calciomercato

### Sessione estiva
| Acquisti | Acquisti         | Acquisti                   | Acquisti                      |
| R.       | Nome             | da                         | Modalità                      |
| -------- | ---------------- | -------------------------- | ----------------------------- |
| C        | Mélanie Carvalho | Paris FC [Primavera B (F)] | aggregata dalla prima squadra |
| C        | Anissa Lahmari   | Paris Saint-Germain        | in prestito                   |

| Cessioni | Cessioni         | Cessioni            | Cessioni   |
| R.       | Nome             | a                   | Modalità   |
| -------- | ---------------- | ------------------- | ---------- |
| D        | Léna Jouan       | Fleury              | definitivo |
| A        | Kadidiatou Diani | Paris Saint-Germain | definitivo |

### Sessione invernale
| Acquisti | Acquisti          | Acquisti | Acquisti   |
| R.       | Nome              | da       | Modalità   |
| -------- | ----------------- | -------- | ---------- |
| P        | Camille Pecharman | Tolosa   | definitivo |

| Cessioni | Cessioni       | Cessioni | Cessioni   |
| R.       | Nome           | a        | Modalità   |
| -------- | -------------- | -------- | ---------- |
| P        | Céline Deville | Nancy    | definitivo |

## Risultati

### Division 1

#### Girone di andata
| Arbitro: | Loidon |

|              |           |                                                   |
| Fernandes 9’ | Marcatori | 5’, 52’ (rig.), 68’ Thiney 11’ Jaurena 47’ Catala |

| Arbitro: | Coppola |

|                        |           |            |
| Thiney 27’ Jaurena 49’ | Marcatori | 13’ Alidou |

| Arbitro: | Beyer |

| |           |                               |
| Declercq 11’ (aut.) Le Sommer 21’, 62’ Butel 24’ (aut.) Abily 29’, 57’ Deville 31’ (aut.) Ad. Hegerberg 65’, 77’ | Marcatori | 45’ (rig.) Thiney 90+2’ Ōtaki |

| Arbitro: | Burban |

|                                     |           |  |
| Thiney 7’, 87’ Matéo 26’ Catala 77’ | Marcatori |  |

| Arbitro: | Bartnik |

|                                  |           |                           |
| Le Garrec 90+4’ Oparanozie 90+6’ | Marcatori | 67’ Bourdieu 90+1’ Catala |

| Arbitro: | Loidon |

|  |           |            |
|  | Marcatori | 45’ Katoto |

| Arbitro: | Beyer |

|            |           |                               |
| Thiney 19’ | Marcatori | 62’ Blackstenius 64’ Le Bihan |

| Arbitro: | Guillemin |

|                            |           |                                   |
| Barbance 63’ Rodrigues 84’ | Marcatori | 36’ Thiney 81’ Ōtaki 89’ Bourdieu |

| Arbitro: | Loidon |

|                        |           |               |
| Matéo 56’ Bourdieu 66’ | Marcatori | 74’ Bourgouin |

| Arbitro: | Beyer |

|           |           |             |
| Coryn 62’ | Marcatori | 54’ Jaurena |

| Arbitro: | Loidon |

|             |           |  |
| Lahmari 25’ | Marcatori |  |

#### Girone di ritorno
| Arbitro: | Bartnik |

|           |           |  |
| Gadéa 70’ | Marcatori |  |

| Arbitro: | Guillemin |

|  |           |                                        |
|  | Marcatori | 53’, 84’, 87’ Hegerberg 90+3’ Hamraoui |

| Rodez 4 febbraio 2018, ore 13:00 CET 14ª giornata | Rodez   | 0 – 0 referto | Paris FC | Stadio Paul Lignon (208 spett.)\| Arbitro: \| Bartnik \| |
| Arbitro:                                          | Bartnik |               |          |                                                          |

| Arbitro: | Guillemin |

|             |           |                                |
| Lahmari 24’ | Marcatori | 27’, 89’ Oparanozie 59’ Fourré |

| Arbitro: | Coppola |

|                                           |           |                |
| Katoto 40’, 72’ (rig.), 81’ Baltimore 68’ | Marcatori | 90+2’ Bourdieu |

| Arbitro: | Bartnik |

|                          |           |              |
| Gauvin 47’ Jakobsson 75’ | Marcatori | 89’ Declercq |

| Arbitro: | Soriano |

|           |           |                |
| Matéo 89’ | Marcatori | 83’ Ali Nadjim |

| Arbitro: | Bartnik |

|               |           |            |
| Bourgouin 51’ | Marcatori | 49’ Thiney |

| Arbitro: | Bonnin |

|                          |           |           |
| Makanza 12’ Declercq 29’ | Marcatori | 31’ Coryn |

| Arbitro: | Vanderstichel |

|  |           |                   |
|  | Marcatori | 85’ (rig.) Thiney |

| Parigi 27 maggio 2018, ore 15:00 CEST 22ª giornata | Paris FC | 0 – 0 referto | Fleury | Stadio Sébastien Charléty (960 spett.) |

### Coppa di Francia
| Arbitro: | Brassart |

|  |           |                                                                                        |
|  | Marcatori | 8’, 15’ Matéo 18’, 76’, 83’ Butel 21’, 40’ Bourdieu 52’ Catala 62’ Thiney 67’ Declercq |

| Arbitro: | Céline Bagrowski |

|  |           |                        |
|  | Marcatori | 80’ Paredes 81’ Katoto |

## Statistiche

### Statistiche di squadra
| Competizione     | Punti | In casa | In casa | In casa | In casa | In casa | In casa | In trasferta | In trasferta | In trasferta | In trasferta | In trasferta | In trasferta | Totale | Totale | Totale | Totale | Totale | Totale | DR |
| Competizione     | Punti | G       | V       | N       | P       | Gf      | Gs      | G            | V            | N            | P            | Gf           | Gs           | G      | V      | N      | P      | Gf     | Gs     | DR |
| ---------------- | ----- | ------- | ------- | ------- | ------- | ------- | ------- | ------------ | ------------ | ------------ | ------------ | ------------ | ------------ | ------ | ------ | ------ | ------ | ------ | ------ | -- |
| Division 1       | 30    | 11      | 5       | 1       | 5       | 14      | 14      | 11           | 3            | 5            | 3            | 17           | 23           | 22     | 8      | 6      | 8      | 31     | 37     | -6 |
| Coppa di Francia | -     | 1       | 0       | 0       | 1       | 0       | 2       | 1            | 1            | 0            | 0            | 10           | 0            | 2      | 1      | 0      | 1      | 10     | 2      | +8 |
| Totale           | -     | 12      | 5       | 1       | 6       | 14      | 16      | 12           | 4            | 5            | 3            | 27           | 23           | 24     | 9      | 6      | 9      | 41     | 39     | +2 |

### Andamento in campionato
| Giornata  | 1 | 2 | 3 | 4 | 5 | 6 | 7 | 8 | 9 | 10 | 11 | 12 | 13 | 14 | 15 | 16 | 17 | 18 | 19 | 20 | 21 | 22 |
| --------- | - | - | - | - | - | - | - | - | - | -- | -- | -- | -- | -- | -- | -- | -- | -- | -- | -- | -- | -- |
| Luogo     | T | C | T | C | T | C | C | T | C | T  | C  | T  | C  | T  | C  | T  | T  | C  | T  | C  | T  | C  |
| Risultato | V | V | P | V | N | P | P | V | V | N  | V  | P  | P  | N  | P  | P  | P  | N  | N  | V  | V  | P  |
| Posizione | 3 | 3 | 6 | 5 | 5 | 5 | 6 | 4 | 4 | 4  | 4  | 4  | 4  | 4  | 4  | 4  | 4  | 4  | 4  | 4  | 4  | 4  |

Legenda:

Luogo: C = Casa; T = Trasferta. Risultato: V = Vittoria; N = Pareggio; P = Sconfitta.

### Statistiche delle giocatrici
| Giocatore         | Division 1 | Division 1 | Division 1  | Division 1 | Coppa di Francia | Coppa di Francia | Coppa di Francia | Coppa di Francia | Totale   | Totale | Totale      | Totale     |
| Giocatore         | Presenze   | Reti       | Ammonizioni | Espulsioni | Presenze         | Reti             | Ammonizioni      | Espulsioni       | Presenze | Reti   | Ammonizioni | Espulsioni |
| ----------------- | ---------- | ---------- | ----------- | ---------- | ---------------- | ---------------- | ---------------- | ---------------- | -------- | ------ | ----------- | ---------- |
| K. Benameur Taieb | 14         | -22        | 0           | 0          | 2                | 1                | 0                | 0                | 16       | -21    | 0           | 0          |
| C. Bilbault       | 16         | 0          | 0           | 0          | 2                | 0                | 0                | 0                | 18       | 0      | 0           | 0          |
| M. Bourdieu       | 14         | 4          | 1           | 0          | 2                | 2                | 1                | 0                | 16       | 6      | 2           | 0          |
| A. Butel          | 22         | 0          | 3           | 0          | 2                | 3                | 0                | 0                | 24       | 3      | 3           | 0          |
| M. Carvalho       | 0          | 0          | 0           | 0          | 1                | 0                | 0                | 0                | 1        | 0      | 0           | 0          |
| E. Cascarino      | 20         | 0          | 3           | 0          | 2                | 0                | 0                | 0                | 22       | 0      | 3           | 0          |
| C. Catala         | 15         | 3          | 1           | 0          | 1                | 0                | 0                | 0                | 16       | 3      | 1           | 0          |
| E. De Almeida     | 17         | 0          | 1           | 0          | 2                | 0                | 0                | 0                | 19       | 0      | 1           | 0          |
| L. Declercq       | 21         | 2          | 0           | 0          | 2                | 1                | 0                | 0                | 23       | 3      | 0           | 0          |
| C. Deville        | 4          | -11        | 0           | 0          | -                | -                | -                | -                | 4        | -11    | 0           | 0          |
| T. Greboval       | 13         | 0          | 2           | 0          | 0                | 0                | 0                | 0                | 13       | 0      | 2           | 0          |
| F. Jaffrelot      | 1          | 0          | 0           | 0          | -                | -                | -                | -                | 1        | 0      | 0           | 0          |
| I. Jaurena        | 21         | 3          | 3           | 0          | 2                | 0                | 0                | 0                | 23       | 3      | 3           | 0          |
| I.D. Kore         | -          | -          | -           | -          | -                | -                | -                | -                | -        | -      | -           | -          |
| A. Lahmari        | 21         | 2          | 3           | 0          | 1                | 0                | 0                | 0                | 22       | 2      | 3           | 0          |
| M. Léger          | 0          | 0          | 0           | 0          | -                | -                | -                | -                | 0        | 0      | 0           | 0          |
| M. Makanza        | 15         | 1          | 3           | 0          | -                | -                | -                | -                | 15       | 1      | 3           | 0          |
| C. Matéo          | 19         | 3          | 0           | 0          | 2                | 2                | 0                | 0                | 21       | 5      | 0           | 0          |
| A. Ōtaki          | 7          | 2          | 0           | 0          | -                | -                | -                | -                | 7        | 2      | 0           | 0          |
| C. Pecharman      | 4          | -4         | 0           | 0          | -                | -                | -                | -                | 4        | -4     | 0           | 0          |
| J. Soyer          | 16         | 0          | 2           | 0          | 0                | 0                | 0                | 0                | 16       | 0      | 2           | 0          |
| G. Thiney         | 22         | 11         | 4           | 0          | 2                | 1                | 0                | 0                | 24       | 12     | 4           | 0          |
| A. Tounkara       | 6          | 0          | 0           | 0          | 1                | 0                | 0                | 0                | 7        | 0      | 0           | 0          |
| S. Vaysse         | 13         | 0          | 0           | 0          | 0                | 0                | 0                | 0                | 13       | 0      | 0           | 0          |